# Marius Klumperbeek
Marius Pieter Louis Klumperbeek (født 7. august 1938 i Batavia, Hollandsk Ostindien) er en hollandsk tidligere roer, som deltog i to olympiske lege i 1960'erne.
Klumperbeek, som var styrmand, deltog i firer med styrmand ved OL 1960 i Rom, hvor de øvrige i båden var Toon de Ruiter, Frank Moerman, Ype Stelma og Henk Wamsteker. Hollænderne blev nummer tre i sit indledende heat og nummer to i opsamlingsheatet. Dermed kvalificerede de sig til semifinalen, hvor det dog blev til sjette- og sidstepladsen og dermed ikke kvalifikation til finalen.
Bedre gik det fire år senere i Tokyo,  nu sammen med Jan van de Graaff, Freek van de Graaff, Bobbie van de Graaf samt Lex Mullink. Hollænderne indledte med at blive nummer to i indledende heat efter den italienske båd, men vandt efterfølgende opsamlingsheatet og kvalificerede sig dermed til finalen. Her blev de nummer tre, mens Tyskland vandt guld og Italien fik sølv.

## OL-medaljer
- 1964:  Bronze i firer med styrmand